# Đakovački športski klub
Đakovački športski klub bio je nogometni klub iz grada Đakova. 

## Povijest
Nastao spajanjem dvaju đakovačkih klubova, "Zrinjskog", osnovanim lipnja 1919. i koji je nastupao na igralištu na Pazarištu, današnjem stadionu NK Đakovo, i Građanskog, koji je igrao na Utvaju. Ujedinjenjem dvaju klubova nastao je Đakovački športski klub - ĐŠK.
ĐŠK je nastupao na igralištu na "Pazarištu" iako je tada zbog udaljenosti navedenog igrališta (igralište na "utvaju" je bilo mnogo bliže središtu grada) navedena odluka naišla na otpor pojedinih igrača i navijača, no s vremenom su je prihvatili.
Čini se da je došlo do naknadnog izdvajanja Građanskog iz ĐŠK-a do Drugoga svjetskog rata, jer po vrelima su tijekom i nakon drugoga svjetskog rata ugašeni gradski nogometni klubovi Građanski i gradski takmac Certissa, a odmah po završetku drugoga svjetskog rata, osnovano je Fiskulturno društvo Sloboda Đakovo s nogometnom sekcijom koje je utakmice igralo na Pazarištu. ĐŠK, čiji je prvotni sutvorac bio Građanski, nastavio je djelovati u socijalističkoj Hrvatskoj.
Poslije Drugoga svjetskog rata ĐŠK je bio jači od gradskog takmaca Slobode. Rado poboljšanja razine kakvoće nogometa u Đakovu, dne 9. veljače 1962. godine "ĐŠK" na svojoj godišnjoj skupštini donosi odluku o pripajanju športskom društvu "Sloboda". Nedugo potom, dana 11. veljače 1962. godine i "SD Sloboda" prihvaća navedenu odluku o ujedinjenju s "ĐŠK"-om te mijenja ime u "SD Jedinstvo Đakovo".